# Галлин
Галлин (нем. Gallin) — община в Германии, в земле Мекленбург-Передняя Померания.
Входит в состав района Людвигслуст. Подчиняется управлению Царрентин.  Население составляет 508 человек (на 31 декабря 2010 года). Занимает площадь 22,71 км².
Коммуна подразделяется на 4 сельских округа.